# خور (كوهباية)
خور (بالفارسية: خور) هي قرية تقع في إيران في قسم كوهبایة الريفي. يقدر عدد سكانها بـ 489 نسمة بحسب إحصاء 2016.